# Daniel Gottlieb Treu
Daniel Gottlieb Treu (Stuttgart, 1695 - Breslau avui Wrocław, Polònia, 7 d'agost de 1749) fou un compositor i violinista del Barroc. Anomenat Tedele pels italians, va estudiar amb Kusser, i als dotze anys ja componia música instrumental i òperes, però romania desconegut fins que el duc de Württemberg tingué ocasió d'escoltar-lo tocant el violí i l'envià a Venècia perquè continués els seus estudis amb Vivaldi i Biffi. A Venècia feu representar diverses òperes de la seva composició, els títols dels quals s'ignoren, i el 1727 es traslladà a Breslau al front d'una companyia italiana que representà amb molt d'èxit les seves òperes Astarte, Coriolano, Ulise e Telemacco i Don Chisciotte. Per acabar, fou mestre de capella a Praga i del comte Schaffgotsch a Hirschberg. A més de les obres citades deixà dos tractats inèdits de música.